# Твёрдое ракетное топливо
Твёрдое ракетное топливо (ТРТ) — твёрдое вещество или смесь отдельных веществ, способная гореть без доступа воздуха, выделяя при этом большое количество газообразного рабочего тела, нагретого до высокой температуры. Используется в твердотопливных ракетных двигателях для создания реактивной тяги.

## Основные виды

### Гомогенные топлива
В гомогенных топливах одни и те же молекулы одновременно играют роль горючего и окислителя, такие топлива практически всегда включают в себя нитроцеллюлозу.
Поскольку увеличение толщины горящего свода свыше 10 мм для одноосновных топлив затрудняется из-за длительности удаления летучего растворителя из толстосводных пороховых шашек, из гомогенных топлив наиболее распространены двухосновные топлива — твёрдые коллоидные растворы (как правило, нитроцеллюлозы) в нелетучем растворителе-пластификаторе (обычно в нитроглицерине, но используются и другие взрывчатые вещества, например, ЭГДН, ди- и тринитротолуол). Классическим примером данного вида топлив являются баллиститные ТРТ. Нитрат целлюлозы имеет отрицательный кислородный баланс, нитроглицерин имеет небольшой положительный кислородный баланс. Производство шашек ТРТ данного типа предусматривает проходное прессование на шнековом прессе при температуре 60-80 °С.
К достоинствам таких топлив относятся хорошие механические (предел прочности современных[когда?] баллиститных топлив составляет 10-20 МПа, что на порядок превосходит смесевые ТРТ), температурные[уточнить] и другие конструкционные свойства, высокая стабильность при хранении, отработанность промышленностью и дешевизна, а также низкое содержание в продуктах горения твёрдых и конденсированных частиц (то есть «бездымность») и экологически вредных веществ (благодаря отсутствию в составе хлора). Недостатками же являются ограниченные возможности повышения удельного импульса и невозможность получения шашек большого размера (диаметром более 1 метра).

### Дымный порох
Исторически первым смесевым топливом был чёрный порох, однако сейчас он применяется в качестве твёрдого ракетного топлива только в пиротехнических изделиях различного назначения и модельных ракетах. Он прост в получении, но имеет низкий удельный импульс, неравномерность горения, гигроскопичен, сложно получить шашки большого размера. При хранении шашек большого размера более 1-3 лет, происходит растрескивание шашки вследствие роста кристаллов селитры и изменения влажности шашки. Образовавшиеся трещины снижают стабильность хранения и могут привести к разрушению шашки при горении. Для повышения стабильности хранения пороховых шашек из дымного пороха, в конце 19-го века в Швеции было предложено заменить часть древесного угля на асфальт-битумную фракцию нефти. Это увеличило срок годности шашек диаметром 200—800 мм почти в 3 раза (до 7 лет для шашек диаметром 200 мм). С освоением промышленностью бездымных порохов, шашки ТРТ диаметром более 40-50 мм не производят из дымных порохов.

### Смесевые топлива
Смесевые твёрдые топлива (СТТ) представляют собой смесь твёрдых горючего и окислителя. Существует большое количество различных смесей, пригодных для ракетостроения. Как правило, все они создаются вокруг небольшого количества эффективных твёрдых окислителей, которые комбинируют с разнообразными горючими веществами. Наиболее известные окислители:
- перхлораты: аммония (NH4ClO4), лития (LiClO4), калия (KClO4);
- нитраты (селитры): калия (КNО3), аммония (NH4NO3) и другие;
- динитрамид аммония (NH4N(NO2)2).

В качестве горючего используются:
- металлы или их сплавы (алюминий, магний, литий, бериллий), гидриды металлов;
- полимеры и смолы (полиэтилен, полиуретан, полибутадиен, каучук, битум);
- другие вещества, например полисульфиды, бор, углерод;

В современных[когда?] твердотопливных двигателях большой мощности чаще всего применяют смесь перхлората аммония с алюминием и каучуками. Иногда вместо каучуков используют полиуретан, что позволяет повысить срок годности шашки ТРТ и увеличить её жёсткость, но, в ущерб технологичности производства. Алюминий является основным источником тепловой энергии благодаря высокой теплотворности реакции окисления. Однако ввиду высокой температуры кипения оксид алюминия в реактивной струе РДТТ является твёрдым веществом и не совершает термодинамической работы при расширении в сопле. Поэтому основным источником газообразных продуктов является полимерное связующее. Примесь твёрдых продуктов сгорания ТРТ увеличивает внутреннее трение в реактивной струе газов, что снижает КПД работы РДТТ. Удельный импульс такого топлива около 250—280 секунд.
В ряде военных изделий с высокими ТТХ вместо перхлората аммония иногда применяется динитрамид аммония, дающий больший удельный импульс. Однако он гораздо дороже, требует аккуратного обращения на стадии производства шашки ТРТ и повышает восприимчивость шашки к прострелу и детонации.
Энергетика ТРТ для ряда ракет военного назначения (ЗУР, МБР, УР воздушного боя и пр.) повышается добавкой октогена в ТРТ, это несколько ухудшает эксплуатационные свойства, но позволяет увеличить удельный импульс тяги ТРТ.
В последние[когда?] десятилетия для повышения энергетических свойств твёрдых ракетных топлив, а также уменьшения вредного влияния на окружающую среду, ведётся интенсивный поиск бесхлорных окислителей для ТРТ на замену перхлорату аммония, но все предлагаемые вещества пока слишком дороги, неэффективны или опасны.
Первая стадия производства СТТ включает подготовку окислителя (измельчение и сушка) и приготовление горюче-связующего (смешение олигомеров, пластификаторов и органической части окислительно-восстановительной инициирующей системы (ОВИС)). Затем смешивают окислитель с минеральными компонентами ОВИС, а горюче-связующее с остальными твёрдыми компонентами (БВВ, порошки металлов, катализаторы горения, стабилизаторы химической стойкости и пр.). Смешение вязкого горюче-связующего и окислителя производят в ротационных или роторных смесителях при небольшой скорости вращения. Готовой массой заполняют корпус РДТТ или форму (предварительно покрытую антиадгезивом). Шашку выдерживают некоторое время при повышенной температуре (45-70*С) в термокамере. Чем крупнее заряд и чем выше энергетика топлива, тем ниже температура нагрева и длительнее выдержка. После сшивки полимерного горюче-связующего трёхмерной сеткой поперечных связей, шашку остужают и вынимают из формы (если отливали в форму) или направляют для окончательной сборки РДТТ (если отливали в корпус двигателя). СТТ являются более дорогими и сложными в производстве ТРТ, но, они обеспечивают высокие энергетические характеристики и позволяют производить шашки практически любого размера (до нескольких сотен тонн и более).

#### Модифицированные двухосновные топлива
В качестве компонентов в смесевые топлива могут добавляться значительные количества двухосновных топлив. Такие составы называют модифицированными двухосновными топливами.

#### Карамельное топливо
В кустарном ракетомоделизме получило широкое распространение самодельное смесевое топливо на основе нитрата калия и органических связующих, доступных в быту (сорбит, сахар и т. п.). Достаточно простое в изготовлении и обращении, оно обладает невысоким удельным импульсом, отличается нестабильными свойствами и опасно в производстве. Аналогичные кустарные составы иногда используют нерегулярные вооружённые формирования для неуправляемых реактивных снарядов малой дальности (например, НУР «Кассам»).

### Необычные топлива
В 2009 году в США прошли наземные огневые испытания твердотопливного двигателя на основе водяного льда и мелкодисперсного (около 80 нанометров) алюминиевого порошка. На сегодня НАСА рассматривает эту смесь как весьма перспективную (особенно в силу дешевизны) альтернативу твёрдому топливу.

### Твердо-жидкие топлива
Известны ракетные двигатели, где горючее является твердым топливом, а окислитель — жидким веществом, подаваемым в камеру сгорания насосами по трубопроводам. Достоинствами такого топлива являются возможность управления тягой двигателя, достижение более высоких температур сгорания за счет охлаждения камеры жидким окислителем. Такие ракетные двигатели являются промежуточными между ЖРД и РДТТ.

## Процесс горения
Процесс горения включает в себя три стадии:
- инертного прогрева;
- разложения компонентов топлива;
- химического взаимодействия газообразных окислителя и горючих элементов с выделением большого количества тепла.

Все эти процессы протекают одновременно и практически не разделены на пространственные зоны у поверхности горящей шашки. Высокое содержание в продуктах сгорания ТРТ твёрдых частиц снижает влияние давления на скорость горения шашки. Для уменьшения влияния случайных перепадов давления и начальной температуры на скорость горения шашки и колебания тяги, используют катализаторы горения ТРТ. Чаще всего в качестве катализаторов горения выступают минеральные или органические соединения переходных металлов. Например: оксид железа, оксид хрома, бихромат свинца, оксид свинца, карбонат свинца, ферроцен, трис-ацетилацетонаты кобальта и хрома и др. Эти добавки вносят в составы баллиститных ТРТ и СТТ, чаще всего в количестве 1—5 %.
В любом случае повышение давления в области горения шашки приводит к некоторому увеличению скорости горения. При некоторых условиях это может привести к разрушению корпуса РДТТ. Высокие температуры также могут приводить к размягчению некоторых баллиститных топлив и к изменению их формы в корпусе РДТТ. При запуске такого РДТТ происходит разрушение шашки и закупорка критического сечения сопла.
Факторы, влияющие на величину скорости горения:
- фракционный размер частиц окислителя и металлического горючего;
- состав топлива;
- влияние начальной температуры;
- влияние давления в камере сгорания;
- влияние технологических добавок;
- влияние скорости газового потока, обдувающего горящую поверхность топлива.

## Применение
- В пиротехнических изделиях, в том числе гражданского назначения, применяют дешёвый и надёжный дымный порох. Изделия небольшого размера (при умеренных удельном импульсе и максимальном давлении сгорания) сохраняют работоспособность практически бесконечно, если оберегать их от влаги и перепадов температуры.
- В твердотопливных ускорителях для запуска ракет и/или ракетах ближнего боя (ЗУР, НУРС, ПТУР, ПТРК), как правило, используются относительно дешёвые пороха на основе твёрдого раствора нитроцеллюлозы в нитроглицерине и/или других жидких нитроэфирах (динитрат диэтиленгликоля и др.).
- В крупных ракетах-носителях (к примеру, в американских челноках), МБР и других требующих максимальной энергетики твердотопливных ракетах, как правило, применяются смесевые топлива. Так же, СТТ используют в некоторых ПКР и ЗУР, в связи с высоким удельным импульсом и долгим стабильным горением шашки.

## Российские разработчики и производители твёрдого ракетного топлива
- ФНПЦ «Алтай»
- ФЦДТ «Союз»
- АО «НИИПМ»
- ФГУП «ЦНИИХМ»
- ФКП «Пермский пороховой завод»